# Década de 1150 a.C.

## Eventos
- 1159 a.C. — Evento global de aneis de tronco (período de ausência de crescimento) que durou 18 anos, iniciado pela erupção do vulcão Hekla.
- 1154 a.C. — Morte do rei Menelau de Esparta (data estimada)
- 1154 a.C. — Suicídio de Helena de Troia em Rodes (data estimada)
- c. 1152 a.C. — Segundo a tradição, Ascânio funda Alba Longa

## Mortes
- 1153 a.C. — Faraó Ramessés III